# Club-Mate
 A Club-Mate koffeintartalmú, matékivonatot tartalmazó szénsavas ital, amelyet a németországi Münchsteinach melletti Loscher főzde (Brauerei Loscher) állít elő 1924 óta. 100 ml Club-Mate 20 mg koffeint tartalmaz, cukortartalma 5 g/100 ml, és 20 kcal /100 ml, ami alacsonyabb, mint más koffeines italoknál, mint a kóla vagy a legtöbb energiaital.
A Club-Mate 0,33 literes és 0,5 literes palackokban kapható a világ nagyjából 60 országában, elsősorban Európában, továbbá Kanadában, Ausztráliában, illetve több ázsiai országban.

## Története
A dietenhofeni központú Geola Beverages vállalat eredetileg Sekt-Bronte néven forgalmazta 1924-től. Az ital csak a szűkebb régióban volt ismert, amíg a Loscher fel nem vásárolta, és Club-Mate néven 1994-ben forgalomba hozta.
2007 decemberében a Loscher piacra dobta a Club-Mate téli verzióját. A limitált kiadású Club-Mate az eredeti formulából áll, kardamommal, fahéjjal, csillagánizzsal és citruskivonattal keverve. Azóta telente, korlátozott ideig rendszeresen forgalmazzák. 2009-ben egy kóla ízesítésű Club-Mate fajtát mutattak be, 2013-ban pedig forgalomba került a Club-Mate Granat, egy gránátalma ízesítésű verzió. 
A Club-Mate Zero, a Club-Mate cukormentes változata 2022 áprilisa óta érhető el.

## Hackerkultúra
Az 1990-es évek óta a Club-Mate népszerű a számítógépes hackerkultúrában és a technológiai startupokban, különösen Európában. Bruce Sterling a Wired magazinban azt írta, hogy ez a német Chaos Computer Club kedvenc itala. Az Egyesült Államokban a Noisebridge és a HOPE, az Egyesült Királyságbeli Electromagnetic Field, a holland Hack-Tic eseményeken és a belgiumi FOSDEM rendezvényeken is népszerű. 

## Hozzávalók és variációk
- Víz
- Glükóz-fruktóz szirup
- Cukor
- Matétea-kivonat
- Citromsav
- Koffein
- Karamellszínezék
- Szénsav

Az eredeti receptnek több változata is elérhető: Club-Mate IceT Kraftstoff (jegestea változat valamivel magasabb koffeintartalommal (220 mg/l) és több cukor), Club-Mate Granat (gránátalmával a gyümölcsösebb ízért) és Club-Mate Winter Edition (fűszerekkel, amelyek mézeskalácsos ízt adnak - ez a kiadás csak a téli hónapokban érhető el).

## Tschunk
A Tschunk egy koktél, amely Club-Mate-ból és fehér vagy barna rumból áll. Általában lime-mal és nád- vagy barnacukorral készítik.